# Ortnice
Ortnice este o localitate din comuna Kozje, Slovenia, cu o populație de 25 de locuitori.